# Kinect
Kinect para Xbox 360, o simplemente Kinect (originalmente conocido por el nombre en clave «Project Natal»), fue «un controlador de juego libre y entretenimiento» creado por Alex Kipman, desarrollado por Microsoft para la videoconsola Xbox 360, y desde junio de 2011 para PC a través de Windows 7 y Windows 8. Kinect permite a los usuarios controlar e interactuar con la consola sin necesidad de tener contacto físico con un controlador de videojuegos tradicional, mediante una interfaz natural de usuario que reconoce gestos, comandos de voz, y objetos e imágenes. El dispositivo tiene como objetivo primordial aumentar el uso de la Xbox 360, más allá de la base de jugadores que posee en la actualidad. En sí, Kinect compitió con los sistemas Wiimote, Wii MotionPlus y PlayStation Move, que también controlan el movimiento para las consolas Wii y PlayStation 3, respectivamente.
Kinect fue lanzado en Norteamérica el 4 de noviembre de 2010 y en Europa el 10 de noviembre del mismo año. Por su parte, en Australia, Nueva Zelanda y Singapur se lanzó el 18 de noviembre y en Japón el 20 de noviembre. Kinect gozó de enorme popularidad y ventas durante los primeros años, convirtiéndolo en uno de los periféricos más vendidos de todos los tiempos.
Sin embargo, para cuando la versión 2.0 del dispositivo fue lanzada junto a Xbox One, el concepto ya mostraba síntomas de agotamiento comercial. Tras muchos intentos de recuperación por parte de Microsoft, finalmente fue descontinuado en abril de 2016 para Xbox 360 y en octubre de 2017 para Xbox One.

## Historia
Microsoft Research invirtió veinte años de desarrollo en la tecnología de Kinect de acuerdo con las palabras de Robert J.Bach. [cita requerida] Kinect fue anunciado por primera vez el 2 de junio de 2009 en la Electronic Entertainment Expo 2009 como "Project Natal".

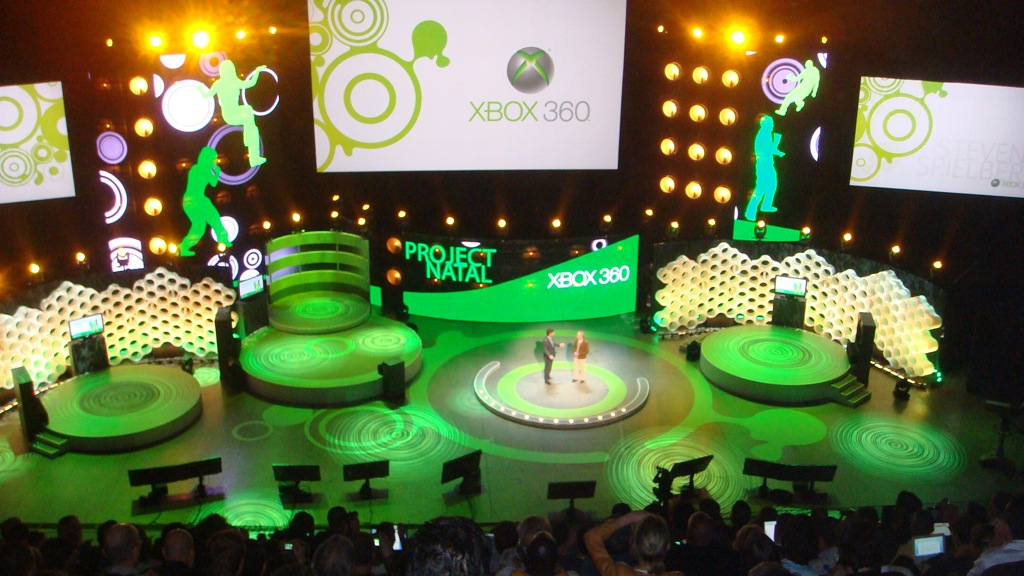
Primer anuncio de Project Natal (Kinect).

El nombre en clave «Proyecto Natal» responde a la tradición de Microsoft de utilizar ciudades como nombres en clave. Alex Kipman, director de Microsoft, quien incubó el proyecto, decidió ponerle el nombre de la ciudad brasileña Natal como un homenaje a su país de origen y porque la palabra natal significa «de o en relación al nacimiento», lo que refleja la opinión de Microsoft en el proyecto como «el nacimiento de la próxima generación de entretenimiento en el hogar». Poco antes de la E3 2010 varios weblogs tropezaron con un anuncio que supuestamente se filtró en el sitio italiano de Microsoft de que sugirió el título "Kinect" que confirmó más tarde junto con los detalles de una nueva Xbox 360 más delgada.
El sensor de Kinect es una barra horizontal de aproximadamente 23 cm (9 pulgadas) conectada a una pequeña base circular con un eje de articulación de rótula, y está diseñado para ser colocado longitudinalmente por encima o por debajo de la pantalla de vídeo.
El dispositivo cuenta con una cámara RGB, un sensor de profundidad, un micrófono de múltiples matrices y un procesador personalizado que ejecuta el software patentado, que proporciona captura de movimiento de todo el cuerpo en 3D, reconocimiento facial y capacidades de reconocimiento de voz. El micrófono de matrices del sensor de Kinect permite a la Xbox 360 llevar a cabo la localización de la fuente acústica y la supresión del ruido ambiente, permitiendo participar en el chat de Xbox Live sin utilizar auriculares.

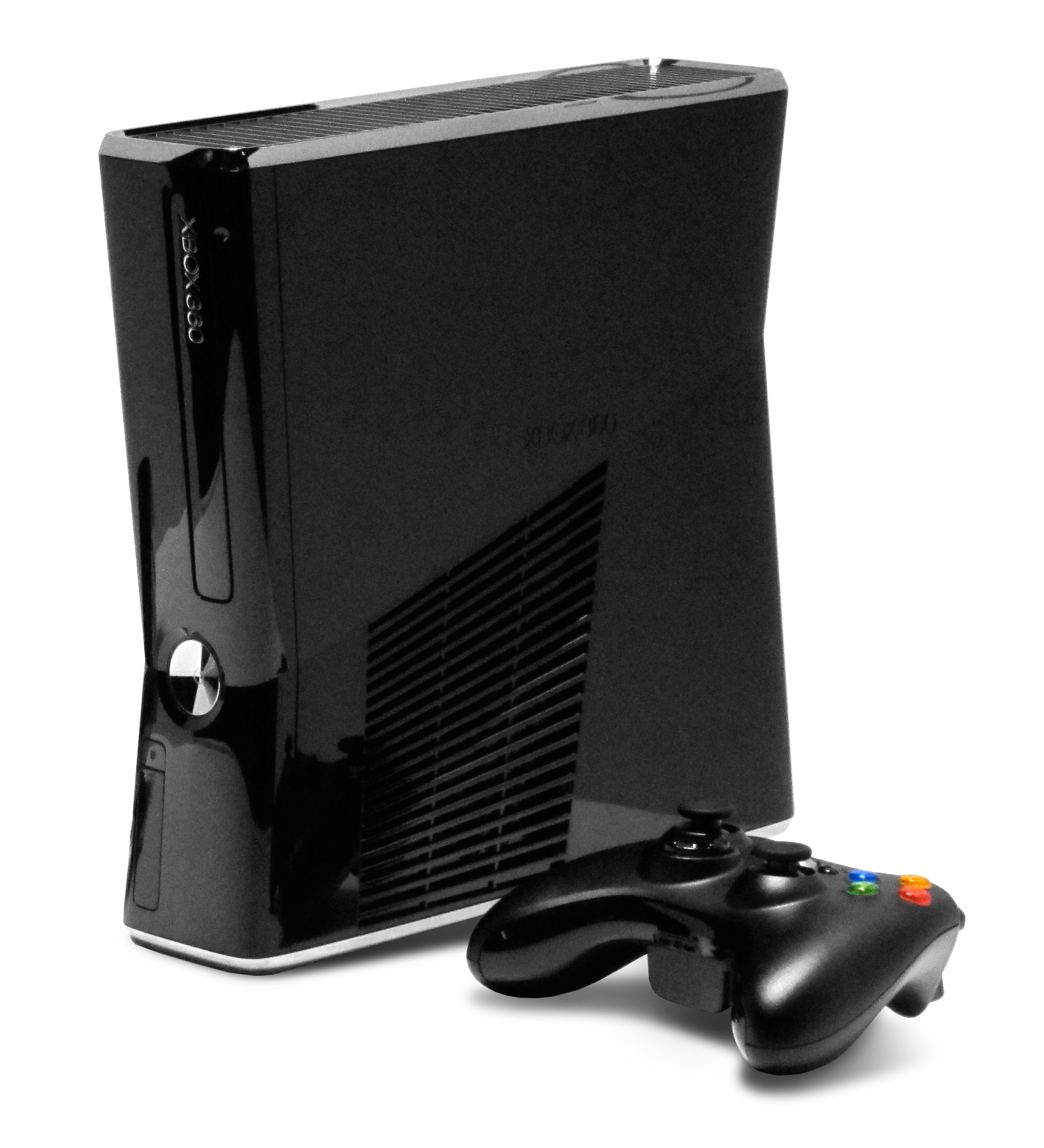
Consola Xbox 360 S.

El sensor contiene un mecanismo de inclinación motorizado y en caso de usar un Xbox 360 del modelo original, tiene que ser conectado a una toma de corriente, ya que la corriente que puede proveerle el cable USB es insuficiente; para el caso del modelo de Xbox 360 S esto no es necesario ya que esta consola cuenta con una toma especialmente diseñada para conectar el Kinect y esto permite proporcionar la corriente necesaria que requiere el dispositivo para funcionar correctamente.
El sensor de profundidad es un proyector de infrarrojos combinado con un sensor CMOS monocromo que permite a Kinect ver la habitación en 3D en cualquier condición de luz ambiental. El rango de detección de la profundidad del sensor es ajustable gracias al software de Kinect capaz de calibrar automáticamente el sensor, basado en la jugabilidad y en el ambiente físico del jugador, tal como la presencia de sofás.
El hardware de Kinect se ha confirmado que se basará en un diseño de referencia y la tecnología 3D-calor fabricados por la compañía israelí de desarrollo PrimeSense Ltd.
El 13 de junio de 2010, Microsoft reveló antes de su muestra en la Electronic Entertainment Expo 2010 que el nombre oficial del dispositivo sería Kinect.
El 4 de noviembre de 2010 salió a la venta en los Estados Unidos y México.

## Lanzamiento

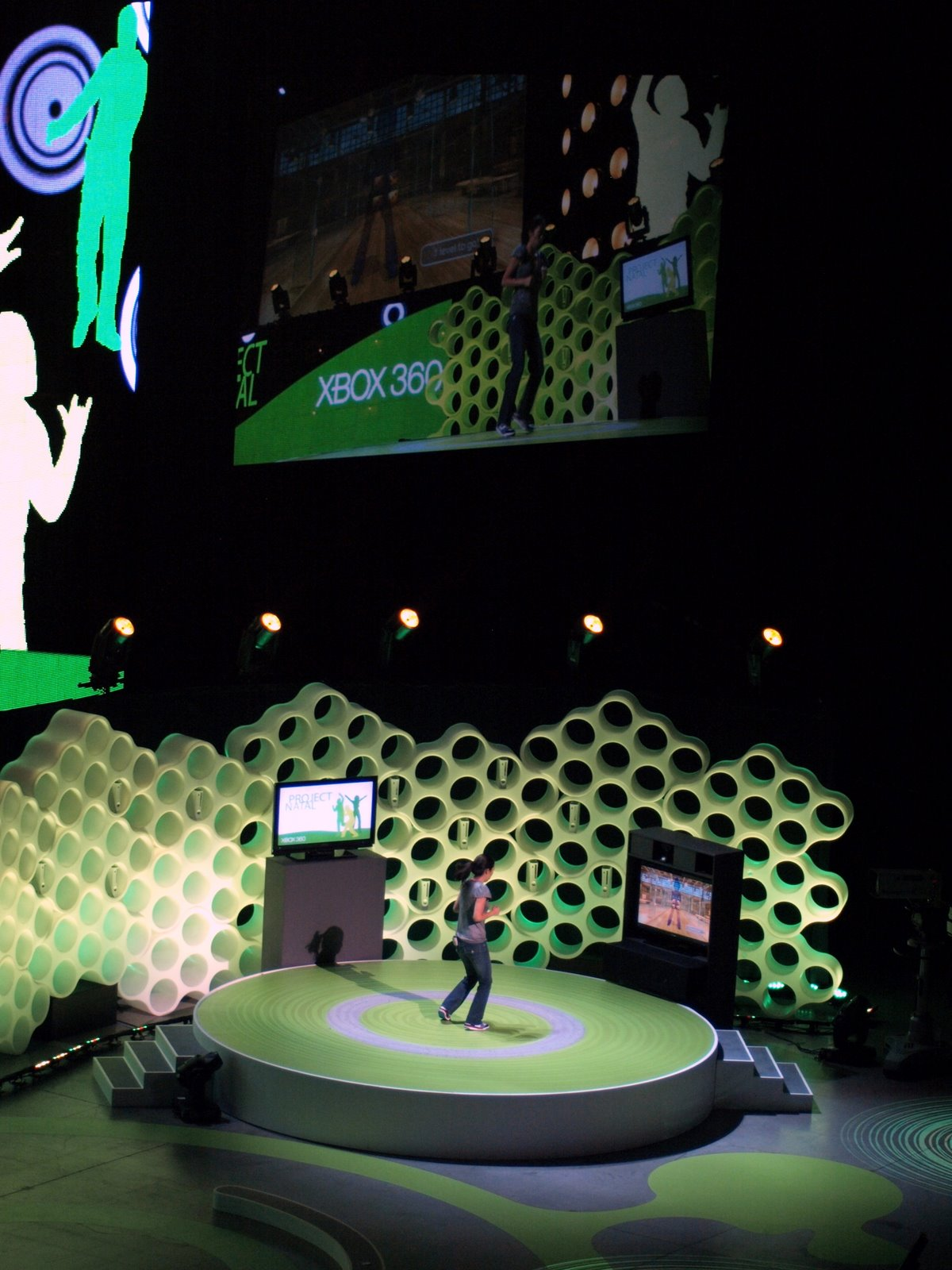
Presentación de Kinect, entonces conocido como Project Natal, durante el E3 2009.

Microsoft tiene un presupuesto de publicidad en Estados Unidos de 500 millones de dólares para el lanzamiento de Kinect, una suma mayor que la inversión en el lanzamiento de la consola Xbox. Los planes incluyen anunciar a Kinect en la página principal de YouTube, anuncios en Disney y Nickelodeon, así como en Dancing with the Stars y Glee. Los anuncios impresos se publicaron en la Revista People e InStyle, mientras que marcas como Pepsi, Kellogg's y Burger King también llevarán anuncios de Kinect. Un caso de publicidad de Kinect se organizó también en Times Square, donde Kinect fue publicitado a través de muchos carteles.
El 19 de octubre, antes del lanzamiento Kinect, Microsoft anuncia Kinect en The Oprah Winfrey Show dando gratis una Xbox 360 y un Kinect para la gente que estaba en el público. Más tarde, también regaló Kinect con Xbox 360 para el público de The Ellen Show y Late Night With Jimmy Fallon.
El 23 de octubre, Microsoft celebró una fiesta de prelanzamiento para Kinect en Beverly Hills. La fiesta fue organizada por Ashley Tisdale y contó con el astro del fútbol David Beckham y sus tres hijos, Cruz, Brooklyn y Romeo. Los huéspedes fueron invitados a las sesiones con Dance Central y Kinect Adventures. El 1 de noviembre de 2010, Burger King comenzó a regalar un paquete Kinect gratis "cada 15 minutos". El concurso finalizó el 28 de noviembre de 2010.

## Software
Se requieren al menos 190 MB de espacio de almacenamiento disponible, el software del sistema Kinect permite a los usuarios utilizar la interfaz de la consola Xbox 360 mediante comandos de voz y gestos con las manos. Kinect utiliza técnicas de reconocimiento de voz y reconocimiento facial para la identificación automática de los usuarios. Entre las aplicaciones de vídeo que utiliza Kinect para realizar chat de voz o chat de vídeo con los usuarios u otros usuarios de Xbox 360 se encuentra Windows Live Messenger. La aplicación puede utilizar la funcionalidad de seguimiento Kinect y el sensor de giro motorizado para ajustar la cámara para que el usuario se mantenga en el marco, incluso cuando se mueve. Otras aplicaciones promovidas por Kinect son ESPN en Xbox 360 y Zune en Xbox Live.
Los juegos que sólo se pueden jugar con Kinect cuentan con una etiqueta morada en la portada, con "Kinect" en la parte superior en letras blancas. Los juegos que requieran Kinect tienen una etiqueta púrpura en ellas mostrando una silueta blanca del sensor Kinect, con letras blancas explicitando "Requiere Sensor Kinect". Los videojuegos que tienen soporte opcional para Kinect (Kinect no es necesario para jugar al juego, o cuando un videojuego tiene minijuegos para Kinect) contarán con un sistema verde de Xbox 360 casos con una barra de color púrpura por debajo de la cabecera, esta barra mostrará una silueta del sensor Kinect y "Mejor con Kinect Sensor" junto a ella en el texto blanco.
En septiembre del 2009, se anunciaron los desarrolladores de videojuegos para Kinect confirmados por Microsoft. Entre ellos se encuentran Activision Blizzard, Bethesda Softworks, Capcom, Disney Interactive, Electronic Arts, Konami, MTV Games, Namco Bandai, Sega, Square Enix, THQ Inc. y Ubisoft. Hasta ahora se han anunciado 16 videojuegos para Kinect, junto con varios otros títulos que han sido confirmados para respaldar el dispositivo.

### Controlador de código abierto
En noviembre de 2010, Industrias Adafruit ofreció una recompensa para un controlador de código abierto para Kinect. El 10 de noviembre, se anunció al español Héctor Martín como el ganador, que usó métodos de ingeniería inversa con Kinect y desarrolló un controlador para GNU/Linux que permite el uso de la cámara RGB y las funciones de profundidad.

## Kinect 2.0
El 21 de mayo de 2013 Microsoft anunció su próxima consola Xbox One, y el Kinect 2.0 que incluirá detección de 6 personas y 1080 píxeles de resolución. También se filtró una nota en la que mencionaba que en futuras versiones de Microsoft Windows se requeriría obligatoriamente un sensor de gestos y movimientos, probablemente esto nos indique que se está desarrollando software o hardware, en el mensaje de correo también mencionaba algunos datos en relación con el sistema futuro en nombre clave Midori.
No obstante, cabe aclarar que dicho accesorio no es retrocompatible con las nuevas consolas Xbox Series S/X.

## Videojuegos compatibles
Esta es una lista de los videojuegos compatibles con Kinect:

### Publicados
| Título                                     | Desarrollador          | Publicador                             | Asia       | Europa     | América del Norte | Exclusivo | Solo Kinect |
| ------------------------------------------ | ---------------------- | -------------------------------------- | ---------- | ---------- | ----------------- | --------- | ----------- |
| Adrenalin Misfits (Crossboard 7 en Europa) | Konami                 | Konami                                 | 2010-11-20 | 2010-11-10 | 2010-11-04        | Sí        | Sí          |
| Dance Central                              | Harmonix Music Systems | MTV Games                              | 2011       | 2010-11-10 | 2010-11-04        | Sí        | Sí          |
| Dance Masters (Dance Evolution en Europa)  | Konami                 | Konami                                 | 2010-11-20 | 2010-11-10 | 2010-11-04        | Sí        | Sí          |
| Def Jam Rapstar                            | Terminal Reality       | Konami                                 | 2010-11-04 | 2010-11-05 | 2010-10-05        | No        | No          |
| Fighters Uncaged                           | AMA Studios            | Ubisoft                                | —          | 2010-11-20 | 2010-11-4         | Sí        | Sí          |
| Game Party in Motion                       | FarSight Studios       | Warner Bros. Interactive Entertainment | —          | 2010-11-10 | 2010-11-18        | Sí        | Sí          |
| Kinect Adventures                          | Good Science Studio    | Microsoft Game Studios                 | 2010-11-20 | 2010-11-10 | 2010-11-04        | Sí        | Sí          |
| Kinect Joy Ride                            | BigPark                | Microsoft Game Studios                 | 2011       | 2010-11-10 | 2010-11-04        | Sí        | Sí          |
| Kinect Sports                              | Rare                   | Microsoft Game Studios                 | 2010-11-20 | 2010-11-10 | 2010-11-04        | Sí        | Sí          |
| Kinectimals                                | Frontier Developments  | Microsoft Game Studios                 | 2010-12-09 | 2010-11-10 | 2010-11-04        | Sí        | Sí          |
| MotionSports                               | Ubisoft                | Ubisoft                                | —          | 2010-11-10 | 2010-11-04        | Sí        | Sí          |
| Sonic Free Riders                          | Sonic Team             | Sega                                   | 2010-11-20 | 2010-11-10 | 2010-11-04        | Sí        | Sí          |
| The Biggest Loser: Ultimate Workout        | Blitz Games Studios    | THQ                                    | —          | 2010-11-10 | 2010-11-04        | Sí        | Sí          |
| Your Shape: Fitness Evolved                | Ubisoft                | Ubisoft                                | 2010-12-09 | 2010-11-10 | 2010-11-04        | Sí        | Sí          |
| Zumba Fitness                              | Pipeworks Software     | Majesco Entertainment                  | —          | 2010-11-26 | 2010-11-18        | No        | Sí          |

### Anunciados
| Título                                                                         | Desarrollador           | Publicador                  | Asia       | Europa        | América del Norte | Exclusivo | Solo Kinect |
| ------------------------------------------------------------------------------ | ----------------------- | --------------------------- | ---------- | ------------- | ----------------- | --------- | ----------- |
| Body and Brain Connection (Dr. Kawashima's Body and Brain Exercises en Europa) | Namco Bandai            | Namco Bandai                | 2010-11-20 | Q1 2011       | Q1 2011           | Sí        | Sí          |
| Brunswick Pro Bowling                                                          | FarSight Studios        | Crave Entertainment         | —          | —             | 2010-11-30        | No        | Sí          |
| Child of Eden                                                                  | Q Entertainment         | Ubisoft                     | —          | 2011-02-28    | Spring 2011       | No        | No          |
| Codename D                                                                     | Grasshopper Manufacture | Microsoft Game Studios      | —          | —             | —                 | Sí        | Sí          |
| Power Up Heroes                                                                |                         | Ubisoft                     | —          | —             | —                 | Sí        | Sí          |
| Dance Central 2                                                                | Harmonix Music Systems  | MTV Games                   | —          | —             | —                 | Sí        | Sí          |
| Dance on Broadway                                                              |                         | Ubisoft                     | —          | —             | 2011-1-14         | No        | Sí          |
| Dance Paradise                                                                 |                         | Mindscape, Universal Music  | —          | 2010-11-10}}  | —                 | Sí        | Sí          |
| Deca Sports Freedom (Sports Island Freedom en Europa)                          | Hudson Soft             | Konami                      | 2010-12-16 | 2010-11-26    | 2010-11-18        | Sí        | Sí          |
| EA Sports Active 2.0                                                           | EA Vancouver            | EA Sports                   | —          | 2010-11-19    | 2010-11-16        | No        | Sí          |
| Fantastic Pets                                                                 | Blitz Games Studios     | THQ                         | —          | Marzo de 2011 | Marzo de 2011     | Sí        | Sí          |
| Forza Motorsport 4                                                             | Turn 10 Studios         | Microsoft Game Studios      | 2011-12-02 | 2011-12-02    | 2011-12-02        | Sí        | No          |
| Get Fit With Mel B                                                             | Lightning Fish Studios  | Deep Silver                 | —          | 2010-11-26    | —                 | No        | Sí          |
| Grand Slam Tennis 11                                                           | EA Canada               | EA Sports                   | —          | —             | —                 | No        | Sí          |
| Haunt                                                                          | NanaOn-Sha              | Microsoft Game Studios      | —          | —             | —                 | Sí        | Sí          |
| Harry Potter y las Reliquias de la Muerte: Parte I                             | EA Bright Light         | Electronic Arts             | —          | 2010-11-19    | 2010-11-16        | No        | No          |
| Kinect Sports: Season 2                                                        | Rare                    | Microsoft Game Studios      | 2011       | 2011          | 2011              | Sí        | Sí          |
| Kinect Star Wars                                                               | Terminal Reality        | LucasArts                   | —          | 2011          | 2011              | Sí        | Sí          |
| Michael Jackson: The Experience                                                | Ubisoft Montreal        | Ubisoft                     | —          | 2011-02-25    | 2010-11-23        | No        | Sí          |
| Michael Phelps: Push Limit                                                     | Blitz Games Studios     | 505 Games                   | —          | —             | —                 | —         | —           |
| Milo and Kate                                                                  | Lionhead Studios        | Microsoft Game Studios      | —          | —             | —                 | Sí        | Sí          |
| Project Draco (trabajando título)                                              | Grounding Inc.          | Microsoft Game Studios      | —          | —             | —                 | Sí        | Sí          |
| Rise of Nightmares                                                             | Sega                    | Sega                        | —          | —             | —                 | Sí        | Sí          |
| SpongeBob SquarePants game                                                     |                         | THQ                         | 2011       | 2011          | 2011              | No        | Sí          |
| Steel Battalion: Heavy Armor                                                   | Capcom                  | Capcom                      | —          | —             | —                 | Sí        | Sí          |
| UFC Trainer                                                                    | Yuke's                  | THQ                         | —          | 2011          | Junio de 2011     | No        | Sí          |
| Yoostar2                                                                       | Blitz Games Studios     | Yoostar Entertainment Group | —          | —             | —                 | No        | Sí          |
| You Don't Know Jack                                                            |                         | THQ                         | —          | —             | 2011              | No        | Sí          |
| Kinect Band                                                                    | Electronic Arts         | MTV Games                   | —          | —             | —                 | Sí        | Sí          |

Kinect ha obtenido críticas mayoritariamente positivas; el sitio web IGN le dio un puntaje de 7,5 sobre 10 y comentó que «(el dispositivo) puede significar una enorme cantidad de diversión para los jugadores casuales, y el concepto creativo y libre de controladores resulta innegablemente atractivo», aunque percibió que por «149,99 USD, un accesorio que es básicamente una cámara que detecta el movimiento para la Xbox 360 es una adquisición delicada, considerando sobre todo si se lo compara con el precio de la Xbox 360, la cual cuesta 199,99 USD por si sola». Game Informer le brindó una calificación de 8 de 10 y, aunque elogió la tecnología, percibió que se requiere algo de tiempo para acostumbrarse a su uso, además de que el requerimiento espacial podría plantear un obstáculo. Computer and Video Games lo catalogó como una joya tecnológica, elogiando los controles de voz y gestos, sin embargo criticó la línea de juegos disponible al momento de su lanzamiento así como el Kinect Hub, una versión simplificada de opciones en pantalla diseñada para el sensor de Kinect y cuya función es facilitar la navegación en el menú principal. Al final, le dio un puntaje de 8,8 de 10. A su vez, CNET le dio una calificación de 3,5 de 5, al considerar que el dispositivo mantiene activos a los jugadores, y es difícil de engañar pues cuenta con un sensor que detecta el movimiento del cuerpo entero, aunque calificó negativamente algunos aspectos como la sincronización de la curva de aprendizaje, la fuente adicional de alimentación requerida para las versiones más antiguas de la Xbox 360, los requerimientos espaciales así como los requisitos de duración para varios juegos, además de percibir que la sensación de novedad inherente en la navegación del menú y el video desaparece al poco tiempo de usar el accesorio. Engadget le brindó una calificación baja de 6 sobre 10, pues aunque elogió la tecnología y el potencial de sus juegos de yoga y baile, criticó el gran requerimiento de espacio, la lentitud de la interfaz de usuario en cuanto al movimiento de las manos y su línea primeriza de juegos. Kotaku mencionó que Kinect se sintió revolucionario la primera vez que se usó, sin embargo a veces los juegos son incapaces de reconocer algunos movimientos o son lentos para asimilarlos. El blog citado subrayó que la experiencia de usuario es inconsistente si se toma en cuenta la ausencia de una aplicación o juego asesinos, además de comentar que el accesorio tiene que ser algo más que un simple reemplazo de controles remotos para valer su precio: «no es aún algo del todo imprescindible [el Kinect], sino más bien como algo que eventualmente podría ser imprescindible». El sitio 1UP.com le dio una evaluación de B-, comentando que aunque «Kinect es una gran novedad para las reuniones familiares y entre amigos que no son típicamente jugadores, se requiere de bastante espacio para poder usarlo, y la mayoría de la gente no cuenta con un espacio muy amplio frente a su televisor como para poder jugar adecuadamente con dicha cámara».
Desde el punto de vista del diseño técnico, Ars Technica expresó preocupación en cuanto a que el elemento central de Kinect, esto es su falta de controladores, podría obstaculizar el desarrollo de los videojuegos más allá de aquellos que tengan ya sea jugadores estacionarios, o que controlen el movimiento del jugador de forma automática; en su reseña, se enfocó en la similitud de los géneros de los juegos debutantes incluidos con el hardware, diciendo que éstos no eran capaces de «mostrar un mayor dominio»; así, Ars Technica predijo que Microsoft necesitaría lanzar eventualmente un controlador «tipo PlayStation Move» con tal de superar esta limitación.
La prensa estadounidense también evaluó positivamente a Kinect; USA Today la comparó con el sistema de controles futurista visto en la película Minority Report (2002), además de comentar que «jugar juegos con el accesorio se siente genial», evaluándolo con un puntaje de 3,5 de 4 estrellas. David Pogue, de The New York Times, predijo que todo usuario sentirá «un ímpetu loco, mágico y maravilloso la primera vez que utilice el Kinect». A pesar de considerar que la lectura de movimientos resulta menos precisa que la implementación de la Wii (Wii MotionPlus), Pogue concluyó en su reseña que «la tecnología impresionante de Kinect crea una actividad completamente nueva que resulta ser social, para todas las edades e incluso atlética». The Globe and Mail lo catalogó incluso como «un nuevo producto estándar para el control basado en el movimiento»; para la publicación mencionada, el ligero retardo que posee el accesorio para detectar un movimiento físico no fue considerado como un obstáculo notable al jugar la mayoría de los títulos disponibles, y concluyó que Kinect es «un buen producto innovador», dándole un puntaje final de 3,5 de 4 estrellas.
2,5 millones de unidades del sensor Kinect se han vendido al 29 de noviembre de 2010, de los cuales 1.000.000 fueron vendidas en los 10 días de su lanzamiento en América del Norte.

## Otros usos propuestos para el Kinect
Existen varias iniciativas aisladas para emplear la tecnología Kinect con fines distintos a los videojuegos, más específicamente como controlador de efectos visuales y Projection mapping en eventos relacionados con música electrónica y otras ramas del arte.